# 陸井三郎
陸井 三郎（くがい さぶろう、1918年（大正7年）6月28日 - 2000年（平成12年）1月13日）は、日本の国際政治評論家である。『ハリウッドとマッカーシズム』などの著作で知られる。

## 経歴
東京出身。1940年、青山学院（のちの青山学院大学）高等商学部を卒業。第二次世界大戦中は太平洋協会、戦後は世界経済研究所に勤務し、アメリカ研究所長（1966年 - 1973年）、アジア・アフリカ研究所員（1961年 - 2000年）、「ベトナムにおける戦争犯罪調査日本委員会」事務局長（1966年 - 1975年）を歴任した。1967年、ベトナム戦争における米国の戦争犯罪を裁く民衆法廷「国際戦争犯罪法廷」（ラッセル法廷）に参加し、調査や証言を行った。
2000年1月13日未明、心不全で死去。81歳。練馬区豊玉上にて1人暮らしをしていたが、連絡が取れなくなったことを心配した親類が1月14日に陸井の自宅を訪れた結果、死亡していたことが判明した。

## 家族
- 祖父・陸井太右衛門 ‐ 常滑の酒屋、名主庄屋。[5]
- 父・陸井幸平 (1881-) ‐ 東京株式取引所取引員、坂井屋株式会社代表取締役。陸井商店、日支洋行各代表、大日本養蜂、靜岡殖林各取締役。東京高等商業学校卒業後、父親とともに横浜に数千坪の土地を買い、貿易商を始めたが経営難となり、大正初期に東京兜町で株屋に転じて成功。三郎が小学生の頃、金融恐慌により倒産し、53歳で脳溢血で死去。[5][6][7]
- 母・かつ (1885-) ‐ 知多貯蓄銀行頭取・夏目仲助の二女。[5][8]
- 長兄・陸井太郎 (1905-) ‐ 幸平急逝後、嗣子として莫大な財産を相続するも事業に次々失敗し、資産保持のため親戚により日本統治下の朝鮮の実業家に預けられた。戦後、東京都港区議会議員。[6][9]
- 姉・ひさ (1907-) ‐ 宮崎三之助の長男・鉄三の妻[10]
- 次兄・陸井次郎（1911-） ‐ 青山学院在学中の1931年に共産青年同盟の学生オルグとして逮捕され、執行猶予4年の判決を受け、1933年出所、大学中退後、毎日新聞社勤務。[11][6][12]
- 弟・陸井四郎 (1925-1997) ‐ 神戸大学名誉教授（社会思想史専攻）。東北帝国大学哲学科卒。[13]
- 親戚・伊東延吉 ‐ 父方伯母の夫の甥。その岳父に馬淵鋭太郎、甥に高橋元

## 著書

### 単著
- 『ヒステリー・エージ』　月曜書房、1952年
- 『原子力問題事典』　福音館書店、1955年
- 『世界史講座（第7巻）　現在の世界』　東洋経済新報社、1956年
- 『オートメーションの経済学』　青木書店、1957年
- 『社会主義対資本主義――米ソ角逐する現代史』　光文社（カッパ・ブックス）、1958年
- 『技術的進歩と資本主義』　三一書房、1960年
- 三一書房版社会科教育大系編集委員会編『社会科教育大系（第4巻）』　三一書房、1961年
- 『学習講座社会科学の基礎（第4巻）』　青木書店、1964年
- 『現代のアメリカ』　三一書房（三一新書）、1964年
- 『ベトナム戦争と米国外交経済の動向　国際事情第八十二回月例研究会』　ジャパン・プレス・サービス、1966年
- 『北爆下の北ベトナムから帰って　国際事情第八十四回月例研究会』　ジャパン・プレス・サービス、1967年
- 『現代アメリカの亀裂――ベトナム・黒人問題・暗殺』　平和書房（平和新書）、1968年
- 『資料・ベトナム戦争』　紀伊国屋書店、1969年
- 日本平和委員会編『平和運動20年記念論文集』　大月書店、1969年
- 『幻想のアメリカ――1500万の飢餓の人びと』　ダイヤモンド社、1971年
- 『インドシナ戦争』　勁草書房（AA叢書）、1971年
- 『ゆらぐドル帝国』　学習の友社、1971年
- 『ベトナム帰還兵の証言』　岩波書店（岩波新書）、1973年
- 『大国と第三世界――崩れる“力による支配”』　日本経済新聞社（日経新書）、1975年
- 歴史科学協議会編『歴史科学への道　歴史科学入門講座（下）』　校倉書房、1976年
- 『アメリカの権力――可能性と限界　陸井三郎評論集』　すずさわ書店（すずさわ叢書　7）、1976年
- 『デタント――反革命世界戦略　陸井三郎評論集』　すずさわ書店（すずさわ叢書　9）、1976年
- 『ハノイでアメリカを考える　陸井三郎評論集』　すずさわ書店（すずさわ叢書　12）、1976年
- 『アメリカの核・エネルギー戦略――カーター政権の課題とその展開』　東西貿易経済研究所、1977年
- 『アメリカと現代世界』　東研、1978年
- 『現代世界を考える』　三省堂、1978年
- 『ハリウッドとマッカーシズム』　筑摩書房、1990年

### 共著
- 中国研究所編『アメリカの新アジア観』　潮流社、1948年
- 創文社編集部編『現代史講座（第2巻）』　創文社、1953年
- 『ベトナム戦争と労働運動』　 労働旬報社、1966年（岡倉古志郎、坂本徳松、吉岡吉典との共著）

### 共編著
- 『キューバからベトナムまで―アメリカの侵略工作』　新日本出版社（新日本新書）、1965年（岡倉古志郎との共編著）
- 『核で核は防げるか』　三省堂、1982年（服部学との共編著）

### 訳書
- ノーマン『日本における兵士と農民』 白日書院、1947年
- ブラムシュテット『独裁と秘密警察――恐怖による支配の技術』 みすず書房、1951年
- オーエン・ラティモア『アメリカの審判』 みすず書房、1951年
- ニム・ウェールズ 編『紅い塵 : 新中国の革命家たち 上巻』新評論社、1953年12月10日。NDLJP:2994040。
- E・H・S・バーホップ『原子力の挑戦』 中央公論社、1955年
- A・アンゲロポウロス『原子力と現代史』 平凡社（へいぼん・ぶっくす）、1956年
- 『世界大思想全集（第2期）社会・宗教・科学思想篇　第17』 河出書房、1956年
- A・クラミッシュ、E・M・ザッカート『原子力と産業』 紀伊国屋書店、1959年
- C・F・カーター、B・R・ウィリアムズ『技術革新と投資』 紀伊国屋書店、1960年
- ウォルター・アダムス、ホレイス・M・グレイ『アメリカの独占――プロモーターとしての政府』 至誠堂、1960年
- ヘレン・アルフレッド編『社会主義とはなにか』 三一書房（三一新書）、1961年
- アプセーカー『ライト・ミルズの世界――大衆社会論批判』 青木書店、1962年
- I・F・ストーン（英語版）『危険なアメリカ』 徳間書店、1966年
- デヴィッド・コンデ『アメリカは何をしたか2 朝鮮戦争の歴史（上・下）』 太平出版社、1967年
  - 新版『現代朝鮮史（2）1950-53年 朝鮮戦争の歴史』太平出版社、1971年
- ウィリアム・ルクテンバーグ『ローズヴェルト　二十世紀の大政治家3』 紀伊国屋書店、1968年
- ドムホフ『現代アメリカを支配するもの』　毎日新聞社（エコノミスト シリーズ）、1971年
- チャールズ・フェン『ホー・チ・ミン伝（上・下）』 岩波新書、1974年
- ジョイス・コルコ『世界資本主義の危機（上・下）』 岩波新書、1975年
- マリー・カルドー『戦争論と現代――核爆弾の政治経済学』 社会思想社、1986年
- ジョイス・コルコ『世紀末恐慌と世界経済――リストラクチャリング・プロセス』 社会思想社、1989年

### 共訳書
- 『ソヴェトの原子力』　三一書房（三一新書）、1955年（野中昌夫との共編訳）
- ジャック・ベルデン『中国は世界をゆるがす（上）』　青木書店（青木文庫）、1965年（安藤次郎、前芝誠一との共訳）
- ジャック・ベルデン『中国は世界をゆるがす（中）』　青木書店（青木文庫）、1965年（安藤次郎、前芝誠一との共訳）
- ジャック・ベルデン『中国は世界をゆるがす（下）』　青木書店（青木文庫）、1965年（安藤次郎、前芝誠一との共訳）
- ハイマン・リューマー『アメリカ貧乏物語』　青木書店（青木現代選書）、1966年（田中勇との共訳）
- デイヴィッド・コンデ著『絶望のアメリカ』　徳間書店、1967年（田中勇との共訳）
- シドニー・レンズ『アメリカのラディカリズム』　青木書店、1967年（内山祐以智との共訳）
- ガブリエル・コルコ『ベトナム戦争全史――歴史的戦争の解剖』　社会思想社、2001年（藤田和子、藤本博、古田元夫との共訳）

## 関連書
- 『ベトナム反戦運動のフィクサー 陸井三郎　ベトナム戦争犯罪調査と国際派知識人の軌跡』藤本博 彩流社 (2025/2/26)o298